# الخوذة الخضراء (رواية)
رواية الخوذة الخضراء (بالإنجليزية: The Green Helmet)‏ هي رواية للكاتب الأسترالي جون كليري. نشرت عام 1957.
تدور أحداثها في سباق فرنسا «لو مان» حيث يحطم غريغ رافيرتي سيارته. وتستمر الأحداث حيث يستمر رافيرتي في السباق والتغلب على مخاوفه.